# سالینا (یوتا)
سالینا (به انگلیسی: Salina) شهری در ایالت یوتا کشور ایالات متحده آمریکا است که جمعیت آن در سرشماری سال ۲۰۱۰ میلادی، ۲٬۴۸۹ نفر بوده‌است.